# Northern Star
A Northern Star Melanie C brit énekesnő első szólóalbuma. 1999-ben jelent meg. Az album sokkal rockosabb volt, mint Melanie együttese, a Spice Girls albumai. Világszerte hárommillió példányban kelt el, ezzel a legsikeresebb Spice Girl-szólóalbum. Az album harmadik és negyedik kislemeze, a Never Be the Same Again és az I Turn to You 2000-ben világslágerekké váltak. 

## Számlista
1. Go!
2. Northern Star
3. Goin’ Down
4. I Turn to You
5. If That Were Me
6. Never Be the Same Again
7. Why
8. Suddenly Monday
9. Ga Ga
10. Be the One
11. Closer
12. Feel the Sun